# Joe Roberts (rugby à XV)
Pour les articles homonymes, voir Roberts, Joe Roberts, Joe Roberts (pilote moto) et Joe Roberts (basket-ball).
Pas d'image ? Cliquez ici

a Compétitions nationales et continentales officielles uniquement.

b Matchs officiels uniquement.
Dernière mise à jour le 26 décembre 2024.
Joe Roberts, né le 10 mai 2000 à Swansea (pays de Galles), est un joueur international gallois de rugby à XV jouant au poste de centre aux Scarlets.

## Biographie

### Jeunesse et formation
Joe Roberts commence la pratique du rugby à XV avec l'équipe du New Dock Stars RFC, puis joue pour les équipes de jeunes de Bynea RFC puis Burry Port RFC. Il fréquente le Coleg Sir Gâr, où il joue pour l'équipe de l'établissement, et intègre le centre de formation des Scarlets.
En 2018, Joe Roberts est sélectionné avec l'équipe du pays de Galles des moins de 18 ans pour une tournée en Afrique du Sud.
En janvier 2019, il rejoint l'équipe des moins de 20 ans pour le Tournoi des Six Nations des moins de 20 ans, disputant deux matchs et marquant un essai contre la France. Une grave blessure à la jambe cette même année l'écarte des terrains pour la saison suivante.

### Carrière professionnelle
En août 2020, Joe Roberts signe son premier contrat professionnel avec la franchise galloise. Le 16 octobre suivant, il participe à un match amical avec les Scarlets A contre les Dragons. En mars 2021, il est prêté au club d'Ampthill RUFC, évoluant en RFU Championship. Il fait ses débuts le 7 mars contre les Doncaster Knights, inscrivant un essai. Il dispute ensuite cinq autres rencontres avant de retourner chez les Scarlets. Le 8 mai 2021, il joue pour la première fois avec les Scarlets en compétition lors d'un match de Pro14 Rainbow Cup contre les Ospreys. Ce même mois, il prolonge son contrat avec les Scarlets.
Le 19 novembre 2021, il est nommé capitaine de l'équipe réserve des Scarlets pour un match contre les Ospreys A. Cependant, lors du dernier match de United Rugby Championship de la saison 2021-2022, sa progression est freinée lorsqu'il subit une blessure au genou qui le tient éloigné des terrains durant près de six mois, soit jusqu'en janvier 2023. À son retour, il signe une nouvelle prolongation de contrat.
Le 1er mai 2023, il est convoqué dans un groupe de 54 joueurs en préparation de la Coupe du monde 2023. Quelques semaines plus tard, il est conservé dans un groupe plus restreint de 42 joueurs. Il obtient sa première sélection le 12 août 2023, en tant que titulaire contre l'Angleterre lors d'un match de préparation à ce Mondial,.
En janvier 2024, il est sélectionné pour le Tournoi des Six Nations 2024. Lors de la quatrième journée du Tournoi, il inscrit son premier essai international au Millennium Stadium de Cardiff contre la France, bien que le pays de Galles s'incline 24 à 45.